# فریدم فایترز
مبارزان آزادی (به انگلیسی: Freedom Fighters) با نام اصلی Freedom: The Battle For Liberty Island یک بازی رایانه‌ای تیراندازی سوم شخص که برای پلی‌استیشن ۲، نینتندو گیم‌کیوب، ایکس‌باکس، مایکروسافت ویندوز، اندروید موجود است و در تاریخی جایگزین روی می‌دهد.

## موضوع
در این بازی شما به خانه دوستتان می‌روید و ناگهان روسها به کشورتان حمله می‌کنند و دوست شما را به گروگان
می‌گیرند و شما در لابه لای وسایل خانه پنهان می‌شوید و در این لحظه بازی واقعی
شروع می‌شود و شما از ابتدا باید این مأموران و اشغالگران را از شهر دور
کنید. ابتدا بعد از کمک کردن به افراد خودی لباس کارگریتان به لباس نظامی آمریکا
در خواهد آمد و باید از این به بعد مشکل اساسی را به چشم خود ببینید و همچنین
در مکانهای بزرگ که پرچم روسها به بالا کشیده شده باید شما با یارانتان آن‌ها را
جمع‌آوری و پرچم آمریکا را به احتزاز در آورید. از ویژگی‌های این بازی این است که می‌توانید کنترل دیگر افراد را به دست بگیرید و بالعکس (شما از فرمانده‌تان دستور بگیرید) این بازی قابلیت آنلاین ندارد و بازی نسبتاً کم حجم (۲۰۰ مگابایت (فشرده شده)) است.
این بازی از ۱۲ مرحله تشکیل شده که هر مرحله زیر مرحله (مأموریت)هایی نیز دارد هر مأموریت معمولاً از ۳ قسمت تشکیبل شده است
پرچم: باید با دشمنان درگیر شده و به پرچم شوروی رسیده و آن را با پرچم آمریکا عوض کنید.
بمب: باید c4 یافته (معمولاً دارید) و آن را در محل مورد نظر با دکمه e قرار داده تا منفجر شود
زندان: باید زندانیان را آزاد کنید (دنبالتان می آِیند) تا به محل پرچم برسید
نکته:در زندان معمولاً زندانیان عادی وجود دارند اما در مرحلهٔ آخر ششما دوستانتان را آزاد می‌کنید.
در این بازی ۶ نوع دشمن وجود دارند
سرباز:که تفنگ معمولی دارد
فرمانده: دارای شاتگان و چاق است
ژنرال: ژ۳ داردو جان‌سخت است
گارد مخصوص: زره دارد و مسلسل حمل می‌کند بعد از نیروی ویژه جان‌سخت‌ترین است
تک تیرانداز: بسته به مرحله لباس متفاوت دارد.
نیروی ویژه: ژ۳ دارد اما بسیار خطرناک و فرز و چابک است. در حقیقت نیروی ویژه را می‌توان پیشرفتهٔ ژنرال دانست.
جان‌سخت‌ها:گارد مخصوص نیروی ویژه و ژنرال
نکته: در تمامی مراحل با رسیدن به پرچم بازی تمام می‌شود اما در مرحله‌ای که باید رئیس جمهور دشمن را بکشید باید به همان قایق مورد نظر بازگردید تا مرحله تمام شود
شما با wasd حرکت می‌کنید و با e کارهای ویژه (بمب‌گذاری تعویض اسلحه استخدام سرباز) را انجام می‌دهید و با کنترل می شینید.
کدها:
حالت خدایی (جانتان تمام نمی‌شود)
IOIGOD
پرواز
IOIFLYMO
مهمات بینهایت
IOIAMMO
نامرئی
IOIBLIND
حرکت سریع
IOIFASTMO
حرکت اکشن (آهسته)
IOISLOWMO
شاتگان
IOISHOTGUN
اسنایپر
IOISNIPER
آر پی جی
IOIROCKET
ژ۳
IOIRIFLE
تیر بار(۱۰۰تیر)
IOIHGUN
یار زیاد
IOICHARISMA